# Никелькадмий
Никелькадмий — бинарное неорганическое соединение, интерметаллид
никеля и кадмия
с формулой CdNi,
кристаллы.

## Получение
- Сплавление стехиометрических количеств чистых веществ:

{\displaystyle {\mathsf {Ni+Cd\ {\xrightarrow {690^{o}C}}\ CdNi}}}

## Физические свойства
Никелькадмий образует кристаллы
кубической сингонии,
пространственная группа F d3m,
параметры ячейки a = 1,1387 нм, Z = 48,
структура типа Fe3W3C
.
Соединение образуется по перитектической реакции при температуре 690°С ,
имеет область гомогенности 47,5÷50 ат.% никеля.